# 尼奥尔站
尼奥尔站是法国的一个铁路车站，位于法国西部城市尼奥尔。

## 位置
尼奥尔站位于尼奥尔市区的东部。车站大致呈东北-西南走向，开口朝西北，可通过站内地下通道前往车站的东南侧及站台。

## 停靠线路
以下列车线路在尼奥尔站停靠：
| 尼奥尔站列车线路表     |      |                   |                           |              |
| 线路                   | 车种 | 上一站            | 下一站                    | 大致运行频率 |
| 巴黎—拉罗谢尔          | TGV  | 普瓦捷/圣迈克桑   | 叙热尔                    | 每天8趟左右  |
| 图尔/沙泰勒罗—拉罗谢尔 | TER  | 拉克雷什          | 默泽                      | 每天1趟      |
| 普瓦捷—尼奥尔/拉罗谢尔 | TER  | 圣迈克桑/拉克雷什 | （终点）/普兰-代朗松/默泽 | 每天7趟左右  |
| 尼奥尔—桑特/鲁瓦扬     | TER  | （起点）          | 弗尔/尼奥尔畔博瓦         | 每天7趟左右  |
| 1. 2.                  |      |                   |                           |              |

## 配套交通

### 大巴车
尼奥尔站对应的大巴车上下车地点位于车站南侧，出站后左转即可看见。
| 停靠尼奥尔的大巴车 |                                    |                                                                                     |
| 上下车地点         | 运营单位                           | 主要目的地                                                                          |
| 尼奥尔站门口       | SNCF                               | 当某条铁路线施工或罢工时，SNCF可能会提供途径该线路沿途站点的大巴车                  |
| 尼奥尔站门口       | 德塞夫勒省城际客运 （Mobilité 79） | 帕尔特奈、布雷叙尔、图阿尔、謝夫布托訥、圣韦娜、索泽-沃赛、瑟里宰、欧蒂兹河畔库隆日 |
| Bellune            | 德塞夫勒省城际客运 （Mobilité 79） | 圣迈克桑莱科勒、拉克雷什                                                            |
| 尼奥尔南           | Flixbus                            | 巴黎、沙泰勒罗                                                                      |
| 尼奥尔东           | Eurolines                          | 巴黎、波尔多、巴约讷                                                                |
| 尼奥尔东           | Isilines                           | 巴黎、奥尔良、图尔、鲁瓦扬                                                          |
| 1. 2. 3. 4. 5.     |                                    |                                                                                     |

### 市内交通
尼奥尔站对应的公交车站名称为“Gare SNCF”，停靠该站的公交线路包括尼奥尔公交A线、B线、C线、D线、F线和L线；周日及节假日则仅开行R1和R2线。

## 临近车站
| 尼奥尔站（Gare de Niort） |                      |               |
| 上行车站                  | 线路                 | 下行车站      |
| （已关闭）                | 沙特尔－波尔多铁路   | 艾夫尔站      |
| 拉克雷什站                | 普瓦捷－拉罗谢尔铁路 | 普兰-代朗松站 |
| - 本表仅显示运营中的车站  |                      |               |